# Epidendrum anoglossoides
Epidendrum anoglossoides är en orkidéart som beskrevs av Oakes Ames och Charles Schweinfurth. Epidendrum anoglossoides ingår i släktet Epidendrum och familjen orkidéer. Inga underarter finns listade i Catalogue of Life.